# Friedensstraße (Naumburg)

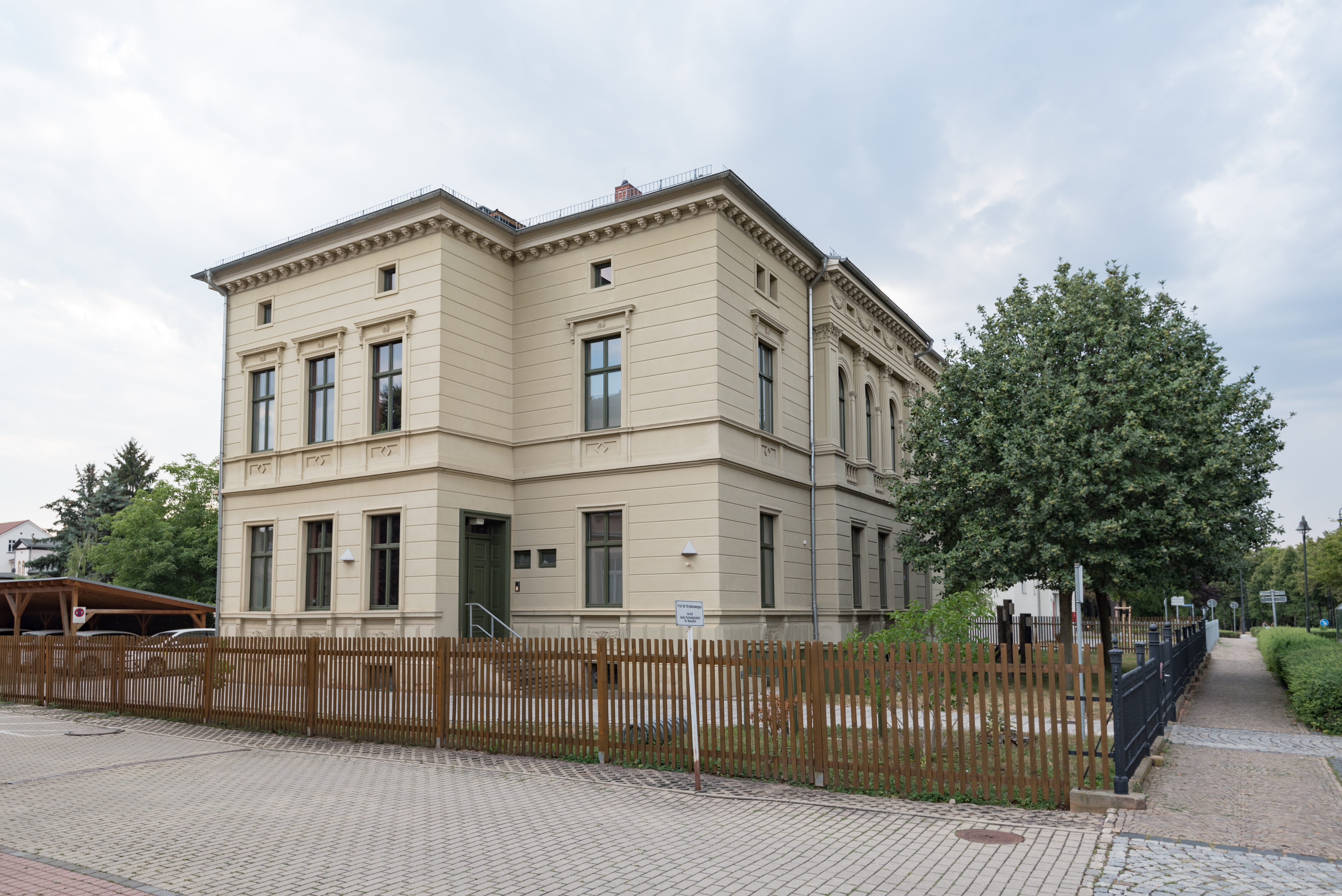
Friedensstraße 3

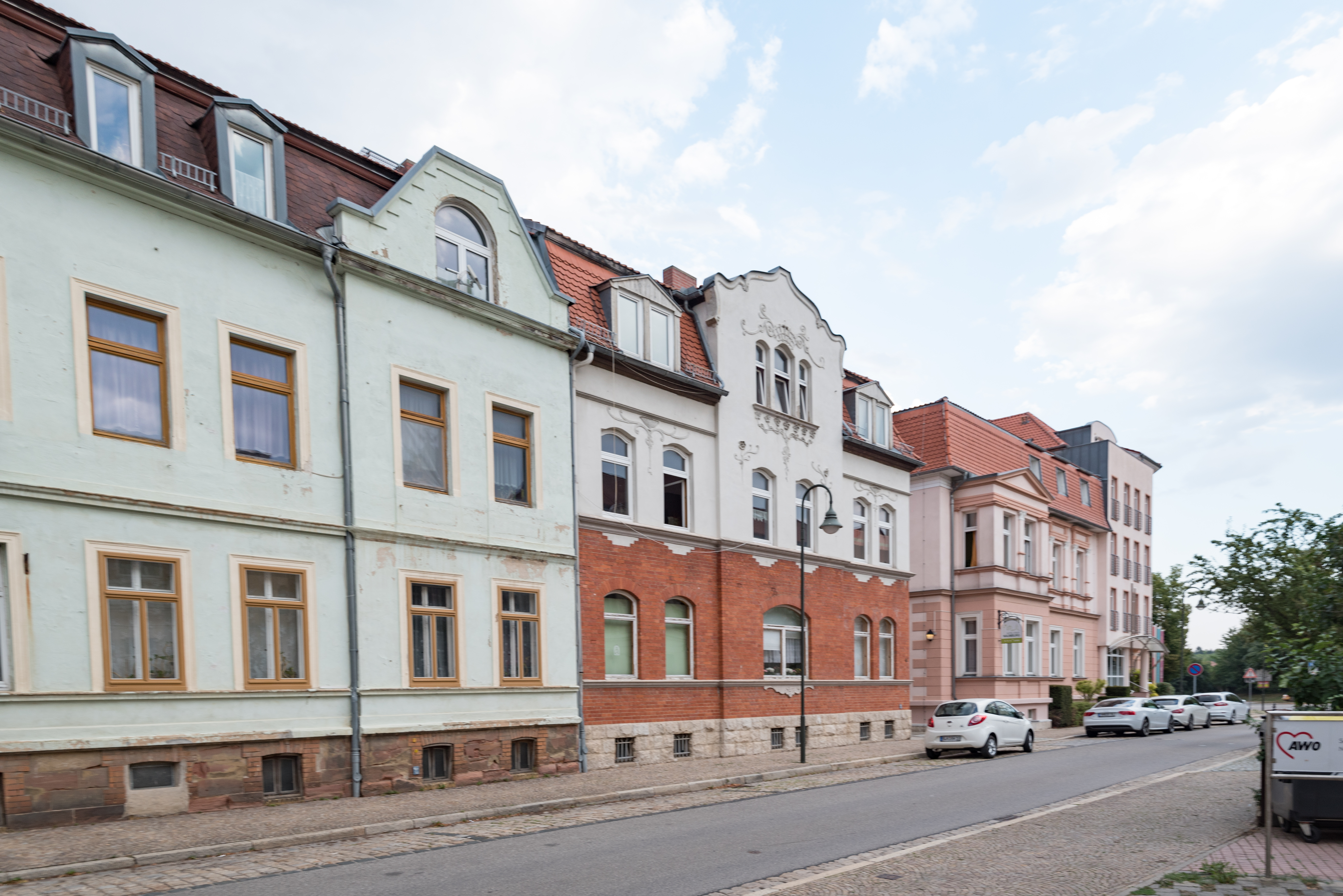
Friedensstraße 2, 4, 6

Die Friedensstraße im Bürgergartenviertel in Naumburg (Saale) ist eine Anliegerstraße zwischen dem Jakobsring und der Luisenstraße.
In dieser Straße befinden sich außer Wohnhäusern bzw. Villen mehrere Pflegeheime und ein Hotel.
Der gesamte Straßenzug der Friedensstraße ist unter der Denkmalnummer 094 80671 als Kulturdenkmal ausgewiesen.